# Philippe Nozières
Philippe Nozières (Paris, 12 de abril de 1932) é um físico francês.

## Pesquisa
O trabalho de Nozières tem se preocupado com várias facetas do problema de muitos corpos. Ele fez grandes contribuições para entender a teoria fundamental dos sólidos, especialmente para o comportamento dos elétrons nos metais. Em um curto período, ele contribuiu profundamente para o conceito de quasipartículas e sua relação com os líquidos de Fermi, para a dinâmica de sistemas locais em metais, para fenômenos irreversíveis na física quântica. Por meio de seu livro (problema de N-corpos) e de sua pesquisa, ele estabeleceu uma escola francesa de física do estado sólido durante os últimos 20 anos cuja influência se estende por todo o mundo. Ultimamente, seu trabalho se concentrou no crescimento de cristais e na física de superfícies.

## Publicações
- L'effet de l'interaction de Coulomb sur les excitations élémentaires dans les solides, thèse de doctorat en sciences physiques, Paris, Faculté des sciences de Paris, 1957.
- Le problème à N corps, Paris, Faculté des sciences de Paris, 1959 :
  - Capítulo 1 : Aspect macroscopique ;
  - Capítulo 2 : Réponse du système aux excitations extérieures ;
  - Capítulo 3 : Propriétés générales des fonctions de Green ;
  - Capítulo 4 : La structure du spectre d'excitations élémentaires ;
  - Capítulo 5 : Méthodes de perturbations ;
  - Propriétés générales des gaz de fermions, prefácio de Maurice Lévy.
- Theory of interacting Fermi systems, traduit par D. Hone, Nova York, Benjamin, 1964.
- The theory of quantum liquids, volume 1 : Normal Fermi liquids, com David Pines, Nova York, Benjamin, 1966.
- Problème à N corps, cours donnés à l'École de physique des Houches, editado com Cécile DeWitt-Morette et Roger Balian, Nova  York, Gordon and Breach, 1967.
- Quantum fluids, Tokyo, Physical Society of Japan, 1967.
- Polarisation, matière et rayonnement : volume jubilaire en l'honneur d'Alfred Kastler, editado pela Société française de physique, Paris, Presses universitaires de France, 1969.
- Magnetic impurities in metal : Theories on the Kondō effect, Tokyo, Physical Society of Japan, 1976.
- Rapport de prospective : physique de la matière condensée, Paris, CNRS, 1980.
- Leçon inaugurale, vendredi 16 décembre 1983, chaire de physique statistique, Paris, Collège de France, 1984.
- Symposium Alfred Kastler, 9-12 janvier 1985, Paris, France, organisé com Franck Laloë, Elisabeth Giacovino et Lucile Julien, Les Ulis, Éditions de physique, 1985.
- The theory of quantum liquids, volume 1, Normal Fermi liquids, com David Pines, Redwood City, Californie, Addison-Wesley, 1989.
- The theory of quantum liquids, volume 2 : Superfluid Bose liquids, com David Pines, Redwood City, Californie, Addison-Wesley, 1990.
- Variables d'état, fluctuations, irréversibilité : réflexions sur la thermodynamique près et loin de l'équilibre, 1994.
- Theory of interacting Fermi systems, traduction par D. Hone, Addison-Wesley, 1997.
- The theory of quantum liquids, com David Pines, Cambridge, Perseus Books, 1999.
- Séminaire Poincaré 2003 : La condensation de Bose-Einstein, com Claude Cohen-Tannoudji, Sébastien Balibar et Gora Shlyapnikov, Institut Henri-Poincaré, Palaiseau, École Polytechnique, 2003.
- Thermodynamique statistique et mouvement brownien : une introduction, Paris, Hermann, 2015.